# Joeropsis dollfusi
Joeropsis dollfusi är en kräftdjursart som beskrevs av Norman 1899. Joeropsis dollfusi ingår i släktet Joeropsis och familjen Joeropsididae. Inga underarter finns listade i Catalogue of Life.